# Aubrey Kate
Pour les articles homonymes, voir Kate.
Aubrey Kate, née le 7 novembre 1992, est une actrice américaine trans, de films pornographiques, née à Las Vegas.

## Biographie
Aubrey Kate est née à Las Vegas, État du Nevada, en novembre 1992. À l'âge de 17 ans, elle a commencé son processus hormonal. Quand elle est entrée à l'université, elle a commencé à travailler comme danseuse trans dans différents clubs. Au cours d'une de ses séances, elle a été contactée par un producteur de la société Kink.com, qui l'a encouragée à entrer dans l'industrie.
En juillet 2013, à l'âge de 20 ans, elle a commencé sa carrière dans l'industrie du porno trans. Sa première scène était pour le portail web Shemalestrokers,.
Depuis son entrée dans l'industrie, elle a travaillé avec des producteurs du secteur Evil Angel, Mile High, Kink, Third World Media, Transsensual, Devil's Films, Third World Media ou Pure Play Media.
Elle a remporté trois nominations consécutives (en 2014, 2015 et 2016) lors des XBIZ Awards en tant qu'artiste transsexuelle de l'année. Dans l'édition de 2015 des Transgender Erotica Awards, elle a remporté le prix du public.
En 2016, elle a été nommée pour la première fois aux AVN Awards, obtenant trois nominations en tant qu'artiste transsexuelle de l'année, meilleur scène de sexe transsexuel, pour Trans X-Perience 3 et le prix fan de la meilleure actrice transsexuelle.
En 2017, elle a remporté les prix AVN Award et XBIZ Award en tant qu'artiste transsexuelle de l'année,.
Certaines de ses œuvres remarquables que compte sa filmographie sont Aubrey Kate TS Superstar, Aubrey Kate's TS Fantasies, Hot For Transsexuals 2, TS Beauties, Next She-Male Idol 7, Transsexual Cheerleaders 14, Transsexual Prostitutes 75, TS Massage ou TS Beauties 2.
À ce jour, elle a joué dans plus de 60 films.

## Prix et nominations
| Année | Cérémonie                  | Résultat | Prix                                            | Travail                           |
| ----- | -------------------------- | -------- | ----------------------------------------------- | --------------------------------- |
| 2013  | Tranny Awards              | Nommée   | Best Solo Model                                 | Indisponible                      |
| 2013  | Tranny Awards              | Nommée   | Best New Face                                   | Indisponible                      |
| 2013  | Tranny Awards              | Nommée   | Meilleure performance hardcore                  | Indisponible                      |
| 2014  | XBIZ Award                 | Nommée   | Artiste transsexuelle de l'année                | Indisponible                      |
| 2015  | Transgender Erotica Awards | Gagnante | Premier prix du public                          | Indisponible                      |
| 2015  | Transgender Erotica Awards | Nommée   | Meilleure performance hardcore                  | Indisponible                      |
| 2015  | Nightmoves                 | Nommée   | Meilleure artiste transsexuelle                 | Indisponible                      |
| 2015  | Nightmoves Fan Awards      | Nommée   | Meilleure artiste transsexuelle                 | Indisponible                      |
| 2015  | XBIZ Award                 | Nommée   | Artiste transsexuelle de l'année                | Indisponible                      |
| 2016  | AVN Award                  | Nommée   | Artiste transsexuelle de l’année                | Indisponible                      |
| 2016  | AVN Award                  | Nommée   | Meilleure scène de sexe transsexuel             | Trans X-Perience 3                |
| 2016  | AVN Award                  | Nommée   | Prix des fans : meilleure actrice transsexuelle | Indisponible                      |
| 2016  | Nightmoves                 | Nommée   | Meilleure artiste transsexuelle                 | Indisponible                      |
| 2016  | Nightmoves Fan Awards      | Nommée   | Meilleure artiste transsexuelle                 | Indisponible                      |
| 2016  | XBIZ Award                 | Nommée   | Artiste transsexuelle de l'année                | Indisponible                      |
| 2017  | AVN Award                  | Gagnante | Artiste transsexuelle de l'année                | Indisponible                      |
| 2017  | AVN Award                  | Nommée   | Meilleure scène de sexe transsexuel             | Transsexual Girlfriend Experience |
| 2017  | AVN Award                  | Gagnante | Prix fan : artiste transsexuelle favorite       | Indisponible                      |
| 2017  | AVN Award                  | Gagnante | Prix fan : artiste webcam transsexuel           | Indisponible                      |
| 2017  | Transgender Erotica Awards | Nommée   | Meilleure performance hardcore                  | Indisponible                      |
| 2017  | Transgender Erotica Awards | Nommée   | Meilleure scène                                 | TS Seduction                      |
| 2017  | Transgender Erotica Awards | Nommée   | Meilleure scène                                 | Pure TS                           |
| 2017  | XBIZ Award                 | Gagnante | Artiste transsexuelle de l’année                | Indisponible                      |